# Клаус Офнер
Клаус Офнер  (нім. Klaus Ofner, 15 серпня 1968) — австрійський лижний двоборець, олімпійський медаліст.

## Виступи на Олімпіадах
| Олімпіада       | Дисципліна | Місце |
| --------------- | ---------- | ----- |
| Калгарі 1988    | особисті   | 22    |
| Альбервіль 1992 | командні   | 3     |
| Альбервіль 1992 | особисті   | 5     |

## Зовнішні посилання
- Досьє на sport.references.com [Архівовано 28 січня 2010 у Wayback Machine.]